# الليبرالية في هونغ كونغ

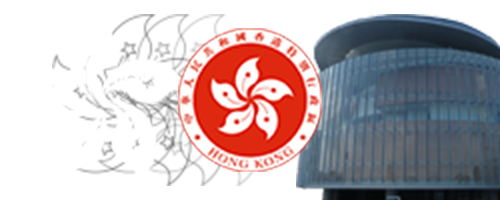

تمتلك الليبرالية في هونغ كونغ (بالإنجليزية: Liberalism in Hong Kong)‏ تاريخًا طويلًا بكونها فلسفة اقتصادية وبأنها أصبحت توجهًا سياسيًا منذ ثمانينات القرن العشرين، وغالبًا ما كانت تمثّل المعسكر الديمقراطي، بعيدًا عن الحزب المحافظ المكوّن عادةّ من المعسكر الموالي لبكين.
على الرغم من الاحتفاء بالحرية الاقتصادية منذ تعيين هونغ كونغ ميناء للتجارة الحرة تحت الحكم البريطاني، فقد حصدت العديد من محاولات الإصلاح الليبرالية نجاحات في مستعمراتها المعزولة عنصريًا والمغلقة سياسيًا. لكن العديد من الصينيين المتعلمين أصول الثقافة الغربية ممن تأثروا بالمفكرين الليبراليين، أصبحوا من كبار الثوريين المناشدين بالإصلاح في أواخر فترة حكم سلالة كينغ، التي كانت تتضمن هو كاي ويونغ كوان وسون يات سين. ظهرت مجموعات سياسية إصلاحية في الفترة التي تلت الحرب مباشرة كرد على الدستور الإصلاحي الذي طرحه الحاكم مارك أتشيسون يونغ.
عادت الحركات الليبرالية للظهور مجددًا في ثمانينات القرن العشرين بعد المفاوضات الصينية البريطانية المشتركة على ملكية هونغ كونغ، إذ طالب الليبراليون بأن تكون هونغ كونغ منطقة حكم ذاتي ديمقراطي تحت حكم الصين. شارك الليبراليون بالحملة الانتخابية في الوقت الذي نفّذت فيه الحكومة الاستعمارية حركات إصلاحية جماعية في نهايات الحكم الاستعماري. حقق الليبراليون نجاحًا ساحقًا في الانتخابات الأخيرة لمجلس هونغ كونغ التشريعي بين عامي 1991 و1995.
قُيّد تأثير الحركة الليبرالية تحت الحكم الصيني بعد عام 1997 بسبب أعضاء الهيئة التشريعية الذين انتُخبوا بطريقة غير مباشرة. بسبب حكم تونغ تشو هوا الذي لم يحظى بشعبية في السنوات الأولى من قيادته للمنطقة الإدارية الخاصة (إس إيه آر)، استعادت الحركة الليبرالية زخمها بعد مظاهرة 1 يوليو التاريخية ضد الحكم بشأن الأمن الوطني، الذي دعاه الليبراليين بالعمل الرقابي.
بعد أن أحكمت حكومة بكين قبضتها حول مجتمع هونغ كونغ، نَمَت الحركات المدنية وباتت أكثر تهجمًا منذ عام 2010 وما بعد. اندلعت احتجاجات دامت 79 يومًا، والتي تُعرف أيضًا بمظاهرة المظلات، بعد أن كسب إطار عمل حكومة بكين الصارم تغطية دولية.

## من القرن التاسع عشر إلى أوائل القرن العشرين

### ليبرالية عدم التدخل
آنذاك، كان وزير الخارجية البريطاني لورد بالمرستون يُشرف على تنازل هونغ كونغ بموجب معاهدة نانجينج عام 1842. وقد كان لورد بالمرستون من الشخصيات الرئيسية داخل حزب الأحرار البريطاني، الذي كان سلف الحزب الليبرالي. تمثَّلت أهداف حرب الأفيون الأولى في فتح السوق الصينية باسم التجارة الحرة. باعتبارها ميناء حر بريطاني في هونغ كونغ، إلى جانب الاستفادة منها كبوابة للسوق الصينية الواسعة، قاد تجار هونغ كونغ، المُلَّقبون باسم كومبرادور، جميع مجالات الاستثمار والفرص التجارية، وذلك بالعمل كوسيط بين السكان الاوروبيين والسكان الاصليين في الصين وهونغ كونغ، في ظل مبادئ ليبرالية عدم التدخل، التي تسمح بقدر كبير من الحرية للجميع، والتي سيطرت منذ ذلك الحين على النهج الاقتصادي في هونغ كونغ.
على سبيل المثال، كان السير جون باورينج، حاكم هونغ كونغ في الفترة ما بين عامي 1854 حتى 1859، ومجموعة من تلاميذ الفيلسوف الليبرالي جيرمي بنثام، من كبار رواد التجارة الحرة في ذلك الوقت. وقد اعتقد أن «يسوع المسيح هو التجارة الحرة والتجارة الحرة هي يسوع المسيح». في عام 1858، ادَّعى باورينج بفخر أن «هونج كونج تقدم مثالًا آخر على مرونة التجارة الحرة وفاعليتها». ولهذا السبب، صُنِّفت هونغ كونغ كأكبر اقتصاد حر في العالم على مدى السنوات الثماني عشرة الماضية، وهو لقب أطلقته مؤسسة التراث، وهي مؤسسة فكرية محافظة في واشنطن، وكانت هونغ كونغ محط إعجاب كبير من قِبَل الخبير الاقتصادي الليبرالي ميلتون فريدمان.

### ليبرالية سياسية
مقارنةً بالليبرالية الاقتصادية، ظلت الليبرالية مُهمشة في هونغ كونغ ولم تكتسب قدرًا كبيرًا من النفوذ السياسي. ومع إشعال الجدل حول التحديث الصيني في نهاية القرن العشرين، أصبحت هونغ كونغ موطنًا للإصلاحيين والثوريين الصينيين، بشكل رئيسي السير هو كاي، الذي استمد إلهامه من المفكرين الليبراليين الكلاسيكيين مثل جون لوك ومونتسكيو وآدم سميث وجيرمي بنثام وجون ستيوارت مِل. كان من المدافعين عن الملكية الدستورية في الصين ومتعاطف مع القضية الثورية، جنبًا إلى جنب مع تلميذه، الدكتور سون يات سن، الذي درس في هونغ كونغ وذكر أنه استوحى أفكاره الثورية والحداثة جميعها منها.
أُنشِئت في هونغ كونغ إحدى المنظمات الثورية الأولى، وهي جمعية فورين الأدبية، من قِبَل يونغ كو وان عام 1892. اجتمع أعضاء الجمعية في متنزه باك تسز لين وسط هونغ كونغ، وأصدروا الكتب والأبحاث التي ناقشوا من خلالها مستقبل الصين والتي تدعو إلى الإطاحة بأسرة كينغ وتأسيس جمهورية ديمقراطية. لاحقًا، انضمت الجمعية إلى جمعية إحياء الصين.
ثمَّة إصلاحات ليبرالية قليلة جدًا قامت بها الحكومة الاستعمارية في نهاية القرن التاسع عشر. على سبيل المثال، اقترح السير جون باورينج أن تكون الانتخابات التي تُجرى للمجلس التشريعي قائمة على الممتلكات وليس على أساس التأهيل العرقي. ورأى أن حقوق التصويت للصينيين «ستكسب دعمهم للحكومة البريطانية». التي لاقت معارضة شديدة من قِبَل المجتمع الأوروبي المحلي والحكومة الاستعمارية.
عُرِفَ السير جون بوب هينيسي، حاكم هونغ كونغ في الفترة ما بين 1877 حتى 1893، بكونه حاكمًا متحررًا إذ لطالما حاول معالجة مشكلة الفصل العنصري في المستعمرة، ولكن قوبلت محاولاته تلك بمقاومة شديدة داخل الحكومة الاستعمارية بسبب برنامجه الراديكالي. اقترح هينيسي أيضًا إلغاء الجَّلْد كشكل من أشكال العقاب، الذي قوبل أيضًا بمعارضة قوية من قِبَل المجتمع الأوروبي، لدرجة شنّه احتجاج عام ضد اقتراحه هذا.
ثمَّة أصوات متفرقة تدعي للتحرير السياسي في هونغ كونغ في أواخر القرن التاسع عشر وأوائل القرن العشرين. ومن الأمثلة على ذلك، جمعية الإصلاح الدستوري في هونغ كونغ، التي شكلتها جمعية العمل البريطاني للمغتربين عام 1917، برئاسة هنري بولوك وبي. إتش. هوليوك. قدَّمت الجمعية اقتراحًا بإدخال أغلبية غير رسمية داخل المجلس التشريعي إلى مجلس العموم في المملكة المتحدة، متمثلة بعضو البرلمان الكولونيل جون وارد، ولكن رُفض هذا الاقتراح في النهاية من قِبَل مكتب الحكومة الاستعمارية. بسبب فشلها بتحقيق أي نجاح ذي مغزى، حُلَّت جمعية الإصلاح الدستوري بحلول أكتوبر من عام 1923.

## قائمة الأحزاب السياسية

### نقطة الالتقاء
- 1983: تشكيل منظمة نقطة الالتقاء الليبرالية
- 1990: تشكيل أعضاء المجموعة: الديمقراطيون المتحدون في هونغ كونغ
- 1994: توسُّع الحزب ليُصبح الحزب الديمقراطي
- 2002: مغادرة أنتوني تشانغ الحزب الديمقراطي وتشكيل مؤسسة فكرية: سينيرجي نت
- 2015: مغادرة تيك شو ين من الحزب الديمقراطي وتشكيل حزب الطرف الثالث

### جمعية هونغ مونغ للديمقراطية ومعيشة الشعب
- 1986: تشكيل جمعية هونغ كونغ للديمقراطية ومعيشة الشعب
- 1990: تشكيل أعضاء الجمعية: الديمقراطيون المتحدون في هونغ كونغ
- 1996: مغادرة الطرف الراديكالي وتشكيل: الكتلة الديمقراطية الاجتماعية

### مؤسسة هونغ كونغ الديمقراطية
- 1989: تشكيل مؤسسة هونغ كونغ الديمقراطية
- 1992: انضمام إدوارد ليونغ لمنظمة نقطة الالتقاء

### الديمقراطيون المتحدون إلى الحزب الديمقراطي
- 1990: توحيد الليبراليين ضمن الديمقراطيون المتحدون في هونغ كونغ
- 1994: توسُّع نقطة الالتقاء إلى الحزب الديمقراطي
- 2000: مغادرة الحزب اليساري وتشكيل: المنتدى الديمقراطي الاجتماعي
- 2008: انضمام مجموعة الحدود إلى داخل الحزب الديمقراطي
- 2010: مغادرة الأتراك وتشكيل: الديمقراطيون الجُدد
- 2015: مغادرة المجموعة المعتدلة لتشكيل الطرف الثالث

### اتحاد هونغ كونغ لنقابا العمال
- 1990: تشكيل اللجنة الصناعية المسيحية في هونغ كونغ لاتحاد نقابات العمال
- 2012: تشكيل الاتحاد لحزب العمال

### التحالف الديمقراطي
- 1994: تشكيل السياسيون في تايوان لحزب التحالف الديمقراطي 123
- 2000: حلّ الحزب
- 2003: تشكيل أعضاء الحزب السابقين يون لونغ وتين شي واي للتحالف الديمقراطي
- 2011: تشكيل التحالف الديمقراطي تحالف مع ائتلاف قوة الشعب
- 2012: حلّ التحالف الديمقراطي تحالفه مع الائتلاف